# Acridina
La acridina, C13H9N, es un compuesto orgánico y un compuesto heterocíclico del nitrógeno. Además, el término se utiliza para describir a los compuestos que contienen al compuesto tricíclico C13N. La acridina se obtiene a partir de los aceites de antraceno, compuesto con el que se halla relacionada estructuralmente, durante el proceso de destilación del alquitrán. Principalmente, se utiliza en la fabricación de colorantes.

## Descubrimiento, Aislamiento y Síntesis
Carl Gräbe y Heinrich Caro aislaron por primera vez acridina en 1870 del alquitrán de hulla. La acridina se separa del alquitrán de hulla extrayéndola con ácido sulfúrico diluido. La adición de dicromato de potasio a esta solución precipita el dicromato de acridinio. El dicromato se descompone con amoníaco.
La acridina y sus derivados pueden prepararse mediante muchos procesos sintéticos:
En la síntesis de acridina de Bernthsen, la difenilamina se condensa con ácidos carboxílicos en presencia de cloruro de zinc. Cuando el ácido fórmico es el ácido carboxílico, la reacción produce la acridina original. Con los ácidos carboxílicos superiores más grandes, se generan los derivados sustituidos en el átomo de carbono meso.

Se han descrito métodos más antiguos para la síntesis orgánica de acridinas incluyen la condensación de difenilamina con cloroformo en presencia de cloruro de aluminio, pasando los vapores de ortoaminodifenilmetano sobre el litarge. Otro método procede calentando salicilaldehído con anilina y cloruro de zinc o destilando acridona (una cetona con el grupo carbonilo en la posición 9) sobre polvo de zinc.
Otro método clásico para la síntesis de acridonas es la síntesis de acridinas de Lehmstedt-Tanasescu.
Enzimáticamente, las acridinas naturales se sintetizan por una policétido sintasa (acridona sintasa):